# Janusz Lewandowski (malarz)

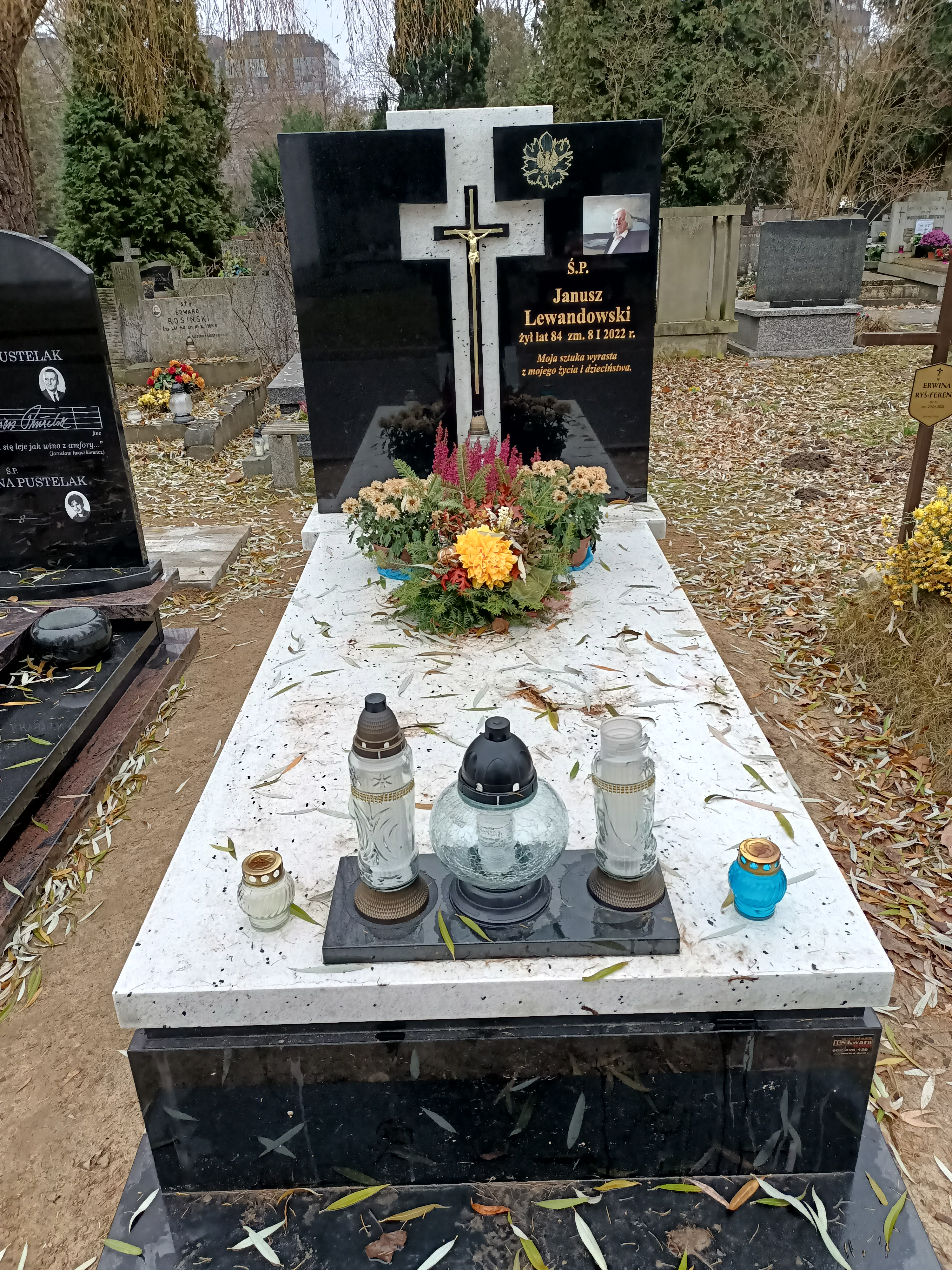
Grób malarza Janusza Lewandowskiego na Cmentarzu wojskowym na Powązkach

Janusz Lewandowski (ur. 2 lipca 1937 w Rokiciu, zm. 8 stycznia 2022 w Warszawie) – polski malarz.

## Życiorys
Studiował w Akademii Sztuk Pięknych w Warszawie na wydziale malarstwa, pod kierunkiem Artura Nacht-Samborskiego. W 1964 uzyskał dyplom. Brał czynny udział w życiu artystycznym. Uczestniczył w wielu plenerach i sympozjach.

## Twórczość
W swojej twórczości umieszczał figury na mazowieckim pejzażu, który przewija się w całym jego dorobku i którego nigdy nie porzucił. Postacie naturalnie wyrastają z ziemi, będąc jej przedłużeniem lub też tworząc nieodłączną część pejzażu. Na obrazach znajdują się motywy zaczerpnięte z literatury romantycznej, jak i postacie oraz zwierzęta symboliczne.
Tak artysta mówił o sobie: 
```
 „Urodziłem się na ziemi mazowieckiej tuż przed zmierzchem. W ziemi, która w swej podmiotowości jest intensywna. To wystarcza do zachowania swojego istnienia w pewnej gamie duchowości. Wynika z tego i to, że nie grozi mi wielość wyborów w magmie trendów i postmodernistycznej ironii. Wkomponowany jestem bowiem w pewien układ jedności, w pewną harmonię. One chronią mnie przed mamiącymi podszeptami destrukcji. Skazany za to jestem na ciągłe doświadczanie i ocalanie tych nabytych wartości, które kształtowały się w czasach dzieciństwa, trwożnym okresie doznań, olśnień i widzenia bezpośredniego. Jednak teraz, doświadczenia te przeniknięte są bojaźnią i melancholią. Oto moja biografia.”
[
3
]
.
```

Został pochowany w Alei Zasłużonych na Cmentarzu Wojskowym na Powązkach w Warszawie (kwatera GII-tuje-6)

## Wystawy indywidualne
Wybrane wystawy indywidualne:
- Dom Artysty Plastyka, Warszawa (1978),
- Galeria Plac Zamkowy, Warszawa (1980),
- Dom Artysty Plastyka, Warszawa (1981),
- Bodjak’s Galerie, Hamburg, Niemcy (1986),
- Amsterdam, Holandia (1989),
- Art Room 9, Eastbourne, Anglia (1995),
- Malerei, Bucholtz, Niemcy (1996),
- Muzeum Mazowieckie w Płocku (1998),
- Galeria Bellotto, Warszawa (2001),
- Galeria SD, Warszawa (2001),
- Galeria Weiss Nowina Konopka, Kraków (2003),
- Dom Pracy Twórczej, Radziejowice (2011),
- Galeria Wirydarz, Lublin (2014),
- Galeria Albin Art, Oslo, Norwegia (2017),
- Muzeum Archidiecezji Warszawskiej (2019).

## Nagrody i odznaczenia
- Wyróżnienie na XXIV Ogólnopolskim Salonie Zimowym Plastyki „Metafora we współczesnym malarstwie i rysunku” w Radomiu (1980),
- nagroda Prezydenta Warszawy na Wystawie Malarstwa i Grafiki Artystów Środowiska Warszawskiego w Zachęcie (1985),
- nagroda „Artyści w Międzynarodowym Roku Dziecka” w Zachęcie (1979),
- nagroda Polsko-Japońska im. Miyauchi (1995),
- nagroda im. Władysława Hasiora (2011),
- nominacja do nagrody Norwida (2012),
- Nagroda im. Kazimierza Ostrowskiego (2017),
- Nagroda im. Jana Cybisa (2021)[3]
- Nagroda im. Władysława Hasiora,
- złoty Medal „Zasłużony Kulturze Gloria Artis”[5].